# Postbariatrische Wiederherstellungschirurgie
Der Begriff postbariatrische Wiederherstellungschirurgie (auch postbariatrische plastische Chirurgie; Etymologie: lateinisch post- ‚nach‘; altgriechisch: βάρος baros ‚Gewicht‘, ‚Schwere‘, ‚Last‘, βαρύς barys ‚schwergewichtig‘, ίατρός iatros ‚Arzt‘) bezeichnet operative Maßnahmen zur Wiederherstellung und zur funktionellen Rekonstruktion der Körpersilhouette nach massiver Gewichtsreduktion. Häufig wird auch der Begriff Wiederherstellungsoperation verwendet.
Die medizinischen Fachgebiete der Bariatrie und auch der Adipositaschirurgie beschäftigen sich mit Übergewicht und Adipositas.

## Operationen
Den häufigsten Eingriff stellt die Bauchdeckenstraffung (Abdominoplastik) mit Nabelreimplantation dar, gefolgt von Oberarm-, Oberschenkel- und Bruststraffungen (Mastopexie). Zirkuläre Straffungen erfolgen als Belt Lipectomy oder als Bodylift-Operation nach Lockwood, gegebenenfalls kombiniert mit einer Oberschenkelstraffung. Die Komplikationsmöglichkeiten der Eingriffe wie Nachblutungen, Serombildung und Wundheilungsstörungen werden mit einer Häufigkeit von 10–20 % beobachtet und erfordern unter Umständen wiederholte Operationen und eine entsprechend verlängerte Nachbehandlung. Neben der Dermolipektomie erfolgt bei postbariatrischen Patienten häufig eine aufwändige Rekonstruktion der Subkutanfaszien (Scaper`sche Faszie) und ggf. der Muskelfaszien, um ein langfristig stabiles Ergebnis zu erreichen.

## Medizinische Indikation und Kostenübernahme
Die Eingriffe (Dermolipektomie) sind medizinisch indiziert und grenzen sich damit klar von der ästhetischen Chirurgie ab. Sehr häufig wurde die Gewichtsreduktion mit Hilfe eines Eingriffs der Adipositaschirurgie erreicht. In den meisten Fällen beträgt die Gewichtsreduktion 50–100 kg, in seltenen Fällen auch mehr als 200 kg. Es resultieren massive Hautüberschüsse sowohl am gesamten Körperstamm als auch an den Oberschenkeln und Oberarmen. Die Wiederherstellung der Körpersilhouette ist für viele Patienten nach einer massiven Gewichtsreduktion quasi der "Endpunkt" und somit das Behandlungsziel der dauerhaften Gewichtsreduktion und nachhaltigen Lebensstilveränderung.
Die aktuelle Leitlinie Chirurgie der Adipositas hat erstmals die postbariatrischen Korrektureingriffe berücksichtigt. Zu beachten ist allerdings, dass unrealistische Erwartungen der Patienten zu subjektiv enttäuschenden Ergebnissen führen können.
In der Regel handelt es sich um planbare Elektiveingriffe, sodass vor der Operation die Kostenzusage der Krankenversicherung auf der Basis einer Einzelfallentscheidung einzuholen ist. Die Antragstellung erfolgt durch den Patienten und die behandelnde Klinik in Form eines Gutachtens. Objektive Befunde, wie ausgedehnte Haut-zu-Haut-Kontaktzonen mit Irritationen und Nabeltiefe, oder auch funktionelle Einschränkungen (z. B. beim Toilettengang), werden erfasst und fotodokumentiert. Hinzu kommen Stellungnahmen oder Behandlungsberichte von Fachärzten wie Dermatologen und Orthopäden, gegebenenfalls wird auch eine Stellungnahme eines Psychologen eingeholt. Die gesetzliche Krankenversicherung stützt sich bei ihrer Entscheidung maßgeblich auf die gutachterliche Äußerung des Medizinischen Dienstes (MDK). Von Bedeutung ist dabei auch, inwieweit die zu erwartende Gewichtsreduktion nach einem adipositaschirurgischen Eingriff zum Stillstand gekommen ist und ob das angestrebte Gewichtsziel (Zielgewicht) erreicht wurde. In der Regel liegen zwischen dem adipositaschirurgischen und dem ersten wiederherstellungschirurgischen Eingriff ein bis zwei Jahre. In sehr vielen Fällen erfolgt zunächst keine Kostenzusage, es bleibt dann die Möglichkeit, einen Widerspruch einzulegen, vor dem Sozialgericht zu klagen oder den Antrag im Verlauf erneut zu stellen. In Österreich werden grundsätzlich die Kosten eines wiederherstellungschirurgischen Eingriffs nach einem adipositaschirurgischen Eingriff von den gesetzlichen Krankenkassen übernommen.

## Bilder

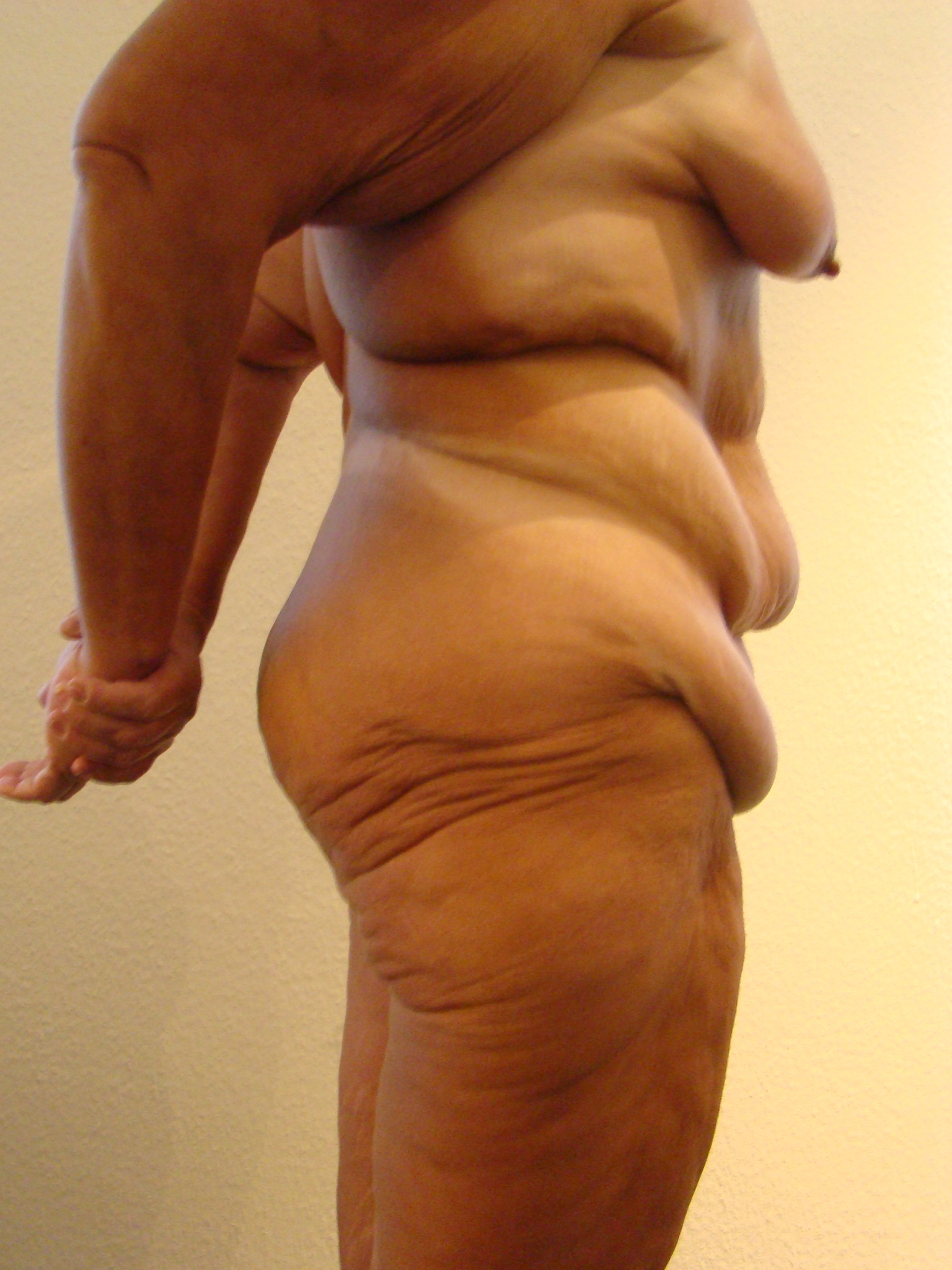
Zustand einer Patientin nach Gewichtsreduktion vor der Operation
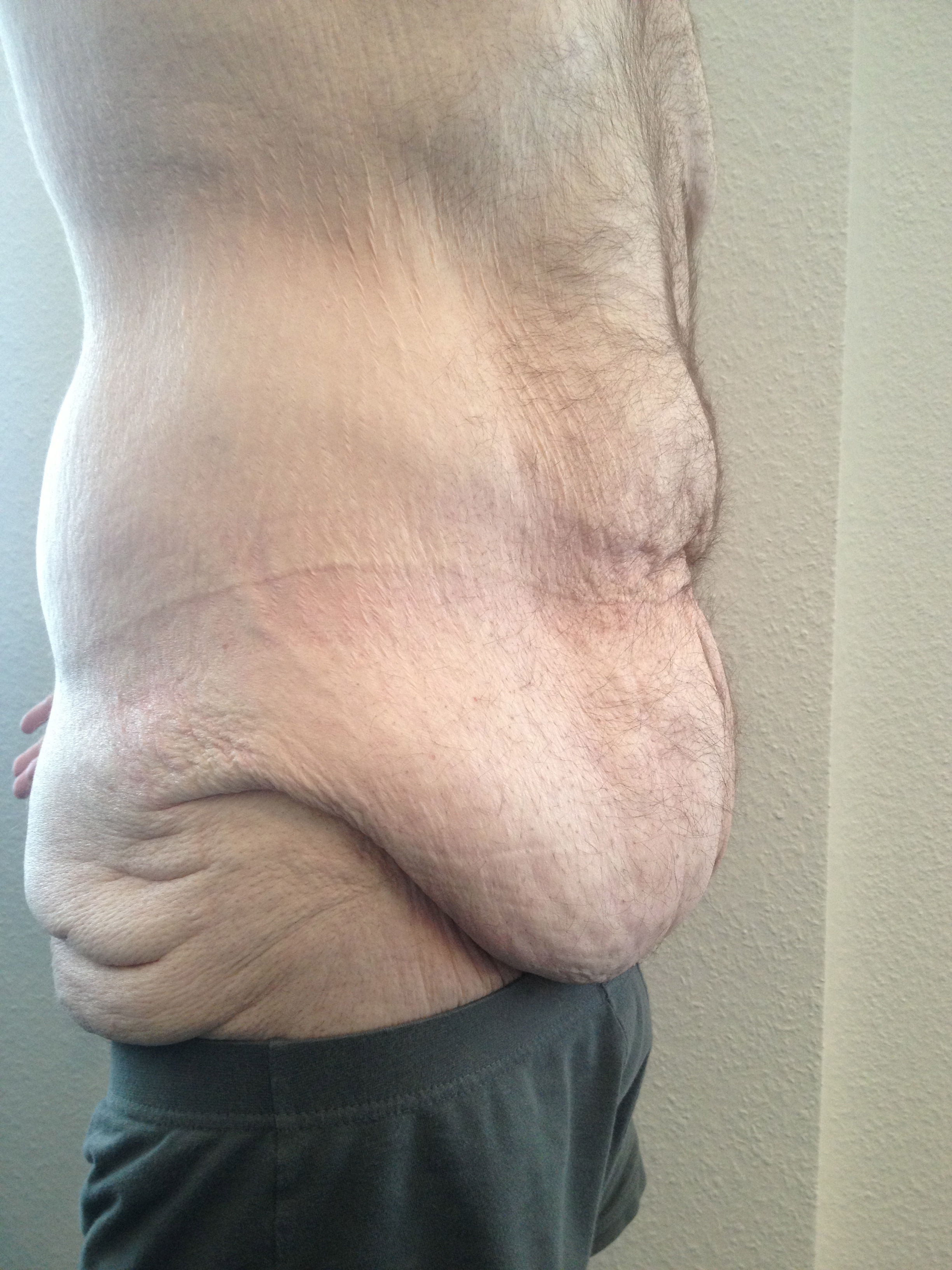
Zustand eines Patienten nach Gewichtsreduktion vor der Operation
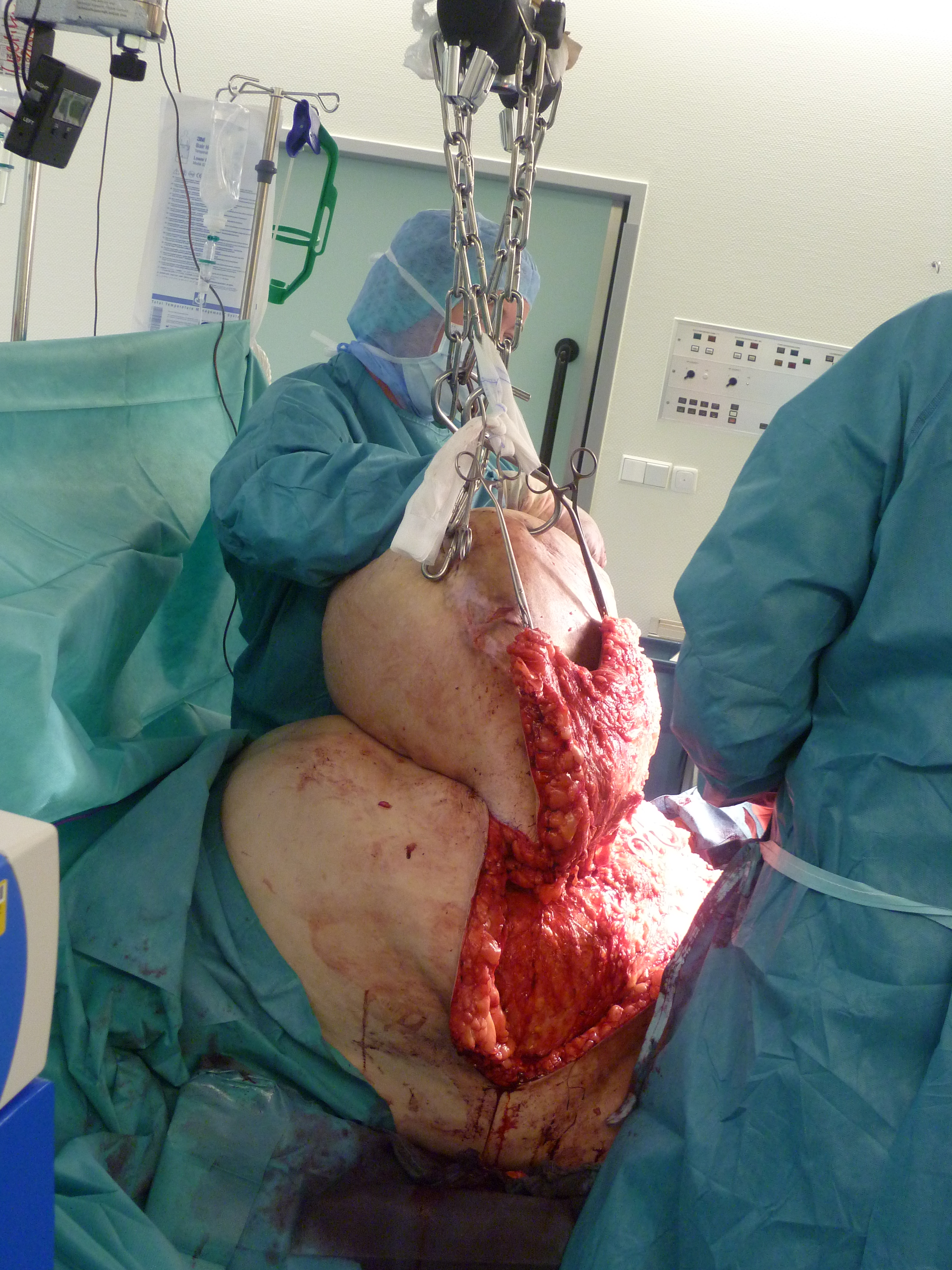
Fettschürzenresektion
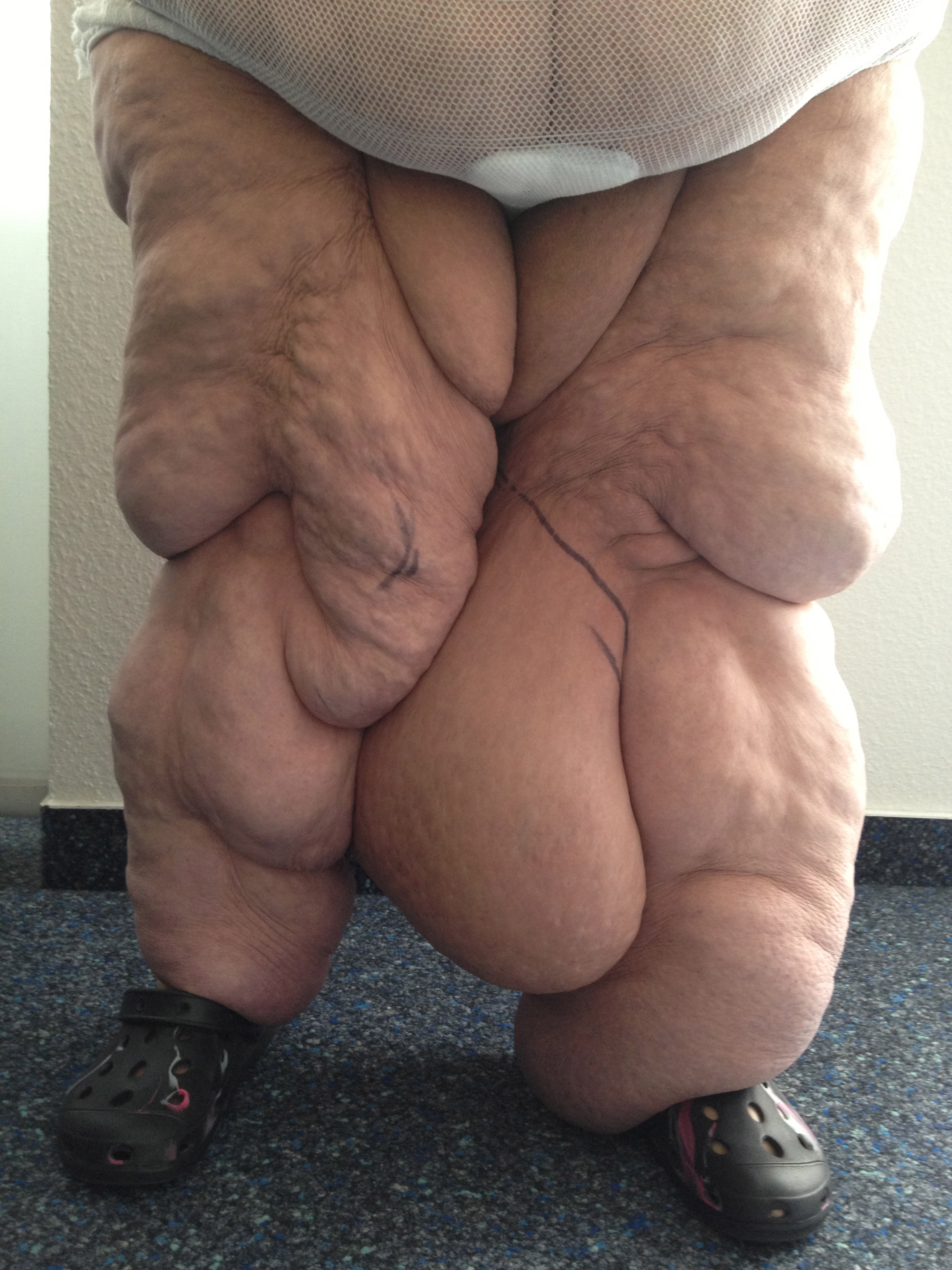
Nach Schlauchmagen und Gewichtsreduktion von etwa 70 kg vor der Operation
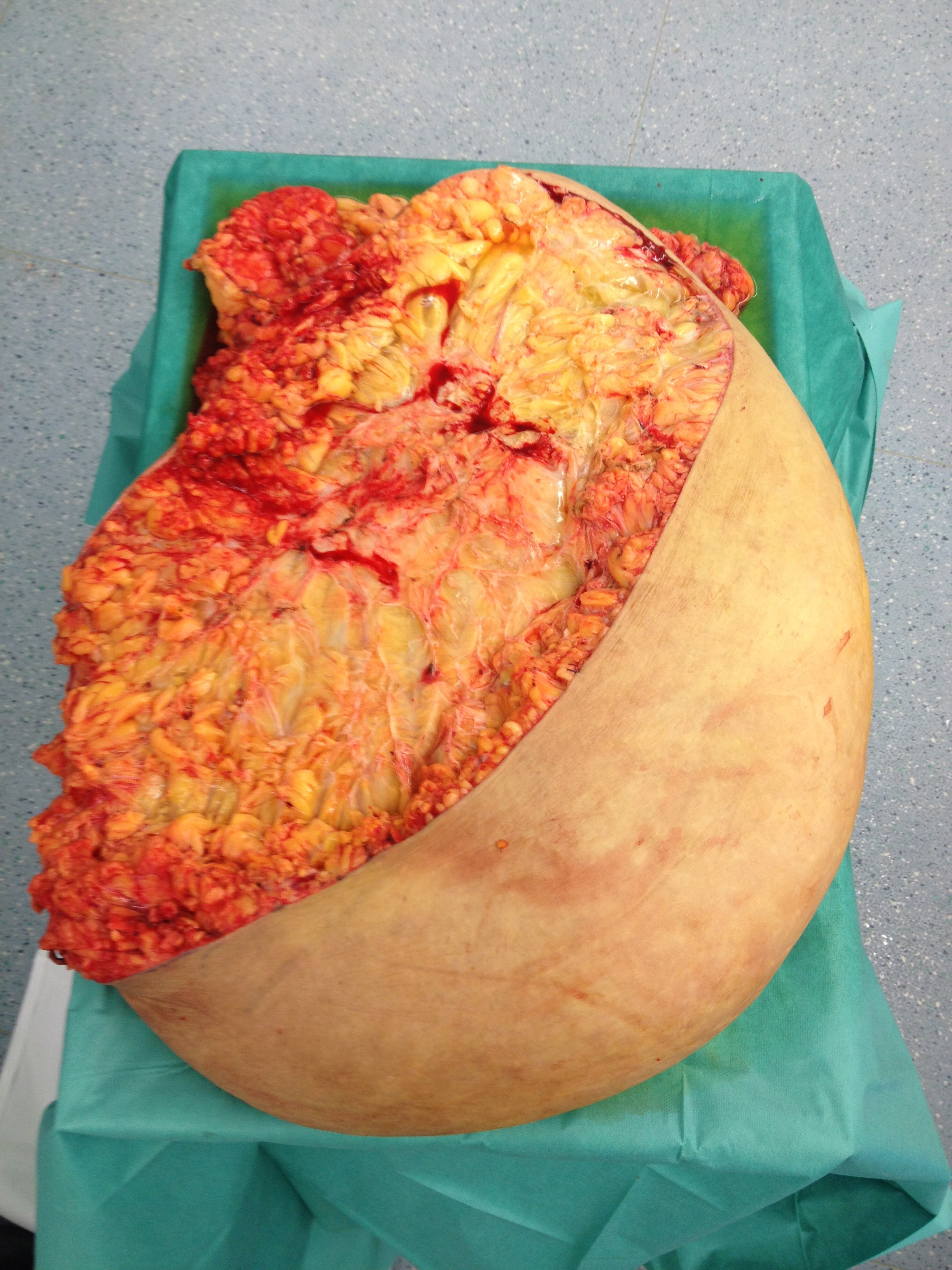
Resektat (ca. 20 kg) eines Lipödems